# Aine de Knockaine
Aine de Knockaine era, na mitologia irlandesa, uma deusa-fada do amor, fertilidade. Pequena mulher de olhos claros e cabelos longos dourados como o sol. Suas festividades iniciam com solsticio de verão. Ajudava os viajantes da floresta, que a invocavam quando estavam perdidos, batendo três vezes numa árvore de flores brancas.
Os antigos consagravam a essa deusa o dia 15 de junho.
Aine é uma deusa arcaica da Irlanda, originariamente uma deusa solar, soberana da luz, da fertilidade da terra e do amor, cujo nome significava “prazer, alegria, esplendor”, celebrada no Solstício de Verão e que sobreviveu às perseguições cristãs ao ser transformada nas lendas em uma “Fada Rainha”. Apesar de deusa tutelar da província de Munster do Sudeste da Irlanda, muito pouco foi preservado das suas lendas; mesmo assim o seu culto perdurou até ao século XX mas ela jamais foi santificada ou mencionada pela igreja cristã. Os costumes a ela associados continuaram até 1970, preservando sua autêntica essência pagã, os camponeses caminhando com tochas acesas pelos campos plantados invocando o calor e a luz de Aine para a abundância das colheitas. As mulheres idosas queimavam ervas aromáticas para purificar as casas e afastar as doenças.